# Mistrzostwa świata w padlu
Mistrzostwa świata w padlu (ang. Padel Tennis World Championship) – międzynarodowy turniej padla organizowany przez Międzynarodową Federację Padla (IPF) dla męskich i żeńskich reprezentacji narodowych. Pierwsze mistrzostwa odbyły się w 1992 roku w Madrycie i Sewilli. Mistrzostwa odbywają się dwa lata. Najwięcej tytułów mistrzowskich zdobyła męska oraz żeńska reprezentacja Argentyny.

## Mężczyźni

### Wyniki
| Rok                                 | Organizator                   | T  |           | Finał                                                    | Finał     | Finał               |       | Mecz o 3 miejsce                                         | Mecz o 3 miejsce | Mecz o 3 miejsce |  | Uwagi     |
| Rok                                 | Organizator                   | T  | Zwycięzca | Wynik                                                    | Finalista | III miejsce         | Wynik | IV miejsce                                               |                  |                  |  | Uwagi     |
| Mistrzostwa świata w padlu mężczyzn |                               |    |           |                                                          |           |                     |       |                                                          |                  |                  |  |           |
| 1992                                | Madryt, Sewilla (Hiszpania)   | 1  |           | Argentyna                                                | 3–0       | Hiszpania           |       | Urugwaj                                                  |                  | Wielka Brytania  |  | ? drużyn  |
| 1994                                | Mendoza (Argentyna)           | 2  |           | Argentyna                                                | 3–0       | Hiszpania           |       | Urugwaj                                                  |                  | Chile            |  | ? drużyn  |
| 1996                                | Madryt (Hiszpania)            | 3  |           | Argentyna                                                | 3–0       | Hiszpania           |       | Brazylia                                                 | 2–1              | Urugwaj          |  | ? drużyn  |
| 1998                                | Mar del Plata (Argentyna)     | 1  |           | Hiszpania                                                | 3–1       | Argentyna           |       | Brazylia                                                 | 3–0              | Chile            |  | ? drużyn  |
| 2000                                | Tuluza (Francja)              | 4  |           | Argentyna                                                | 3–0       | Hiszpania           |       | Brazylia                                                 |                  | Urugwaj          |  | ? drużyn  |
| 2002                                | Meksyk (Meksyk)               | 5  |           | Argentyna                                                | 3–0       | Hiszpania           |       | Brazylia                                                 |                  | Meksyk           |  | ? drużyn  |
| 2004                                | Buenos Aires (Argentyna)      | 6  |           | Argentyna                                                | 3–0       | Hiszpania           |       | Brazylia                                                 | 3–0              | Chile            |  | ? drużyn  |
| 2006                                | Murcja (Hiszpania)            | 7  |           | Argentyna                                                | 3–0       | Brazylia            |       | Hiszpania                                                |                  | Chile            |  | ? drużyn  |
| 2008                                | Calgary (Kanada)              | 2  |           | Hiszpania                                                | 3–0       | Argentyna           |       | Brazylia                                                 |                  | Chile            |  | ? drużyn  |
| 2010                                | Riviera Maya (Meksyk)         | 3  |           | Hiszpania                                                | 2–1       | Argentyna           |       | Brazylia                                                 | 3–0              | Chile            |  | ? drużyn  |
| 2012                                | Riviera Maya (Meksyk)         | 8  |           | Argentyna                                                | 2–1       | Hiszpania           |       | Paragwaj                                                 | 3–0              | Urugwaj          |  | ? drużyn  |
| 2014                                | Palma de Mallorca (Hiszpania) | 9  |           | Argentyna                                                | 2–1       | Hiszpania           |       | Paragwaj                                                 | 2–1              | Chile            |  | ? drużyn  |
| 2016                                | Cascais (Portugalia)          | 10 |           | Argentyna                                                | 2–1       | Portugalia          |       | Hiszpania                                                | 3–0              | Brazylia         |  | ? drużyn  |
| 2018                                | Asunción (Paragwaj)           |    |           | Nie rozegrano w znak protestu przeciwko złej organizacji |           | Argentyna Hiszpania |       | Nie rozegrano w znak protestu przeciwko złej organizacji |                  | Brazylia Francja |  | 10 drużyn |

### Klasyfikacja medalowa
W dotychczasowej historii Mistrzostw świata na podium oficjalnie stawało w sumie 5 drużyn. Liderem klasyfikacji jest Argentyna, która zdobyła złote medale mistrzostw 10 razy.
Stan na grudzień 2018.
| Lp. | Reprezentacja | Miejsca na podium | Miejsca na podium | Miejsca na podium | Zwycięskie sezony |   |   |                                                            |
| --- | ------------- | ----------------- | ----------------- | ----------------- | ----------------- | - | - | ---------------------------------------------------------- |
| Lp. | Reprezentacja | 1.                | Argentyna         | 10                | Zwycięskie sezony | 3 | 0 | 1992, 1994, 1996, 2000, 2002, 2004, 2006, 2012, 2014, 2016 |
| 2.  | Hiszpania     | 3                 | 8                 | 1                 | 1998, 2008, 2010  |   |   |                                                            |
| 3.  | Brazylia      | 0                 | 2                 | 8                 |                   |   |   |                                                            |
| 4.  | Paragwaj      | 0                 | 0                 | 2                 |                   |   |   |                                                            |
| 4.  | Urugwaj       | 0                 | 0                 | 2                 |                   |   |   |                                                            |

## Kobiety

### Wyniki
| Rok                               | Organizator                   | T |           | Finał     | Finał     | Finał       |       | Mecz o 3 miejsce | Mecz o 3 miejsce | Mecz o 3 miejsce |  | Uwagi    |
| Rok                               | Organizator                   | T | Zwycięzca | Wynik     | Finalista | III miejsce | Wynik | IV miejsce       |                  |                  |  | Uwagi    |
| Mistrzostwa świata w padlu kobiet |                               |   |           |           |           |             |       |                  |                  |                  |  |          |
| 1992                              | Madryt (Hiszpania)            | 1 |           | Argentyna | 3–0       | Hiszpania   |       | Urugwaj          |                  | Wielka Brytania  |  | ? drużyn |
| 1994                              | Mendoza (Argentyna)           | 2 |           | Argentyna | 3–0       | Hiszpania   |       | Urugwaj          |                  | Paragwaj         |  | ? drużyn |
| 1996                              | Madryt (Hiszpania)            | 3 |           | Argentyna | 3–0       | Hiszpania   |       | Urugwaj          | 2–1              | Brazylia         |  | ? drużyn |
| 1998                              | Mar del Plata (Argentyna)     | 1 |           | Hiszpania | 2–1       | Argentyna   |       | Urugwaj          | 2–1              | Brazylia         |  | ? drużyn |
| 2000                              | Tuluza (Francja)              | 2 |           | Hiszpania | 3–0       | Argentyna   |       | Brazylia         |                  | Urugwaj          |  | ? drużyn |
| 2002                              | Meksyk (Meksyk)               | 4 |           | Argentyna | 2–1       | Hiszpania   |       | Meksyk           | 3–0              | Urugwaj          |  | ? drużyn |
| 2004                              | Buenos Aires (Argentyna)      | 5 |           | Argentyna | 2–1       | Hiszpania   |       | Brazylia         | 3–0              | Meksyk           |  | ? drużyn |
| 2006                              | Murcja (Hiszpania)            | 6 |           | Argentyna | 2–1       | Hiszpania   |       | Brazylia         |                  | Meksyk           |  | ? drużyn |
| 2008                              | Calgary (Kanada)              | 7 |           | Argentyna | 3–0       | Hiszpania   |       | Brazylia         |                  | Francja          |  | ? drużyn |
| 2010                              | Riviera Maya (Meksyk)         | 3 |           | Hiszpania | 2–1       | Argentyna   |       | Brazylia         | 3–0              | Francja          |  | ? drużyn |
| 2012                              | Riviera Maya (Meksyk)         | 8 |           | Argentyna | 3–0       | Brazylia    |       | Francja          | 2–1              | Portugalia       |  | ? drużyn |
| 2014                              | Palma de Mallorca (Hiszpania) | 4 |           | Hiszpania | 3–0       | Argentyna   |       | Portugalia       | 3–0              | Włochy           |  | ? drużyn |
| 2016                              | Cascais (Portugalia)          | 5 |           | Hiszpania | 3–0       | Argentyna   |       | Brazylia         | 2–1              | Szwecja          |  | ? drużyn |
| 2018                              | Asunción (Paragwaj)           | 6 |           | Hiszpania | 2–0       | Argentyna   |       | Portugalia       |                  | Włochy           |  | 8 drużyn |

### Klasyfikacja medalowa
W dotychczasowej historii Mistrzostw świata na podium oficjalnie stawało w sumie 7 drużyn. Liderem klasyfikacji jest Argentyna, która zdobyła złote medale mistrzostw 8 razy.
Stan na grudzień 2018.
| Lp. | Reprezentacja | Miejsca na podium | Miejsca na podium | Miejsca na podium | Zwycięskie sezony                  |   |   |                                                |
| --- | ------------- | ----------------- | ----------------- | ----------------- | ---------------------------------- | - | - | ---------------------------------------------- |
| Lp. | Reprezentacja | 1.                | Argentyna         | 8                 | Zwycięskie sezony                  | 6 | 0 | 1992, 1994, 1996, 2002, 2004, 2006, 2008, 2012 |
| 2.  | Hiszpania     | 6                 | 7                 | 0                 | 1998, 2000, 2010, 2014, 2016, 2018 |   |   |                                                |
| 3.  | Brazylia      | 0                 | 1                 | 6                 |                                    |   |   |                                                |
| 4.  | Urugwaj       | 0                 | 0                 | 4                 |                                    |   |   |                                                |
| 5.  | Portugalia    | 0                 | 0                 | 2                 |                                    |   |   |                                                |
| 6.  | Francja       | 0                 | 0                 | 1                 |                                    |   |   |                                                |
| 6.  | Meksyk        | 0                 | 0                 | 1                 |                                    |   |   |                                                |